# Pinchote
Pinchote è un comune della Colombia facente parte del dipartimento di Santander.
L'abitato venne fondato da Pedro de los Santos Meneses e Antonio José Villamil nel 1782.